# Bobekoides fulvus
Bobekoides fulvus är en stekelart som beskrevs av Van Achterberg 1998. Bobekoides fulvus ingår i släktet Bobekoides och familjen bracksteklar. Inga underarter finns listade.